# Vuelta a México 2015
La edición 2015 de la competición ciclista Vuelta a México (denominada «Vuelta México Telmex») se disputó entre el 28 de abril al 3 de mayo de 2015.
La carrera contó con la participación de 12 equipos mexicanos y 7 extranjeros. El recorrido fue de 6 etapas y 1022,4 km, iniciando en Aguascalientes y finalizando en San Luis Potosí. El ganador de la competición fue el colombiano Francisco Colorado del equipo Canel's Specialized, con un tiempo de 23 h 22 min 27 s.

## Equipos participantes
| Equipo                           | Cod. UCI | Categoría   |
| Arenas Tlax                      |          | Aficionado  |
| B - Top                          |          | Aficionado  |
| Canel's Specialized              |          | Aficionado  |
| Depredadores Prado Credit        |          | Aficionado  |
| DYM Jess                         |          | Aficionado  |
| EPM UNE Área Metropolitana       | EPM      | Continental |
| Gobernación Mérida Fundarujano   |          | Aficionado  |
| Hino - Quici                     |          | Aficionado  |
| HNOS Correa Pegasos HTCS         |          | Aficionado  |
| Lupus Racing Team                | LRT      | Continental |
| Metropolitan Green Planet        |          | Aficionado  |
| Movistar Team Ecuador            | ECU      | Continental |
| Nick López Rabbit                |          | Aficionado  |
| San Marcos Viansi Orbea          |          | Aficionado  |
| Selección Chile                  |          | Aficionado  |
| Selección Nacional de Costa Rica |          | Aficionado  |
| Team Amore & Vita                | AMO      | Continental |
| Tennis Stars - Code GTO          |          | Aficionado  |
| Truck Sosa                       |          | Aficionado  |

## Etapas
| Etapa | Fecha       | Recorrido                      | Km    | Ganador                | Líder                  |
| 1.ª   | 28 de abril | Aguascalientes-San Luis Potosí | 170   | Ignacio de Jesús Prado | Ignacio de Jesús Prado |
| 2.ª   | 29 de abril | San Luis Potosí-León           | 193   | Ignacio Sarabia        | Francisco Colorado     |
| 3.ª   | 30 de abril | Guanajuato-San Juan del Río    | 208,3 | Florencio Ramos        | Óscar Sevilla          |
| 4.ª   | 1 de mayo   | San Juan del Río-Pachuca       | 181,6 | Víctor García Estévez  | Óscar Sevilla          |
| 5.ª   | 2 de mayo   | Pachuca-Tlaxcala               | 169,5 | Byron Guamá            | Francisco Colorado     |
| 6.ª   | 3 de mayo   | Tlaxcala-Toluca                | 100   | Mattia Gavazzi         | Francisco Colorado     |

## Clasificaciones finales
Las clasificaciones finalizaron de la siguiente forma:

### Clasificación general
| \| Clasificación general \| Clasificación general \| Clasificación general \| Clasificación general \| Clasificación general \| \| Ciclista \| Ciclista \| Equipo \| Tiempo \| \| \| --------------------- \| ---------------------- \| ---------------------------- \| --------------------- \| --------------------- \| \| 1.º \| Francisco Colorado \| Canel's-Specialized \| 23 h 22 min 27 s \| \| \| 2.º \| Óscar Sevilla \| EPM-UNE-Área Metropolitana \| + 34 s \| \| \| 3.º \| Óscar Pachón \| Tennis Stars - Code GTO \| + 42 s \| \| \| 4.º \| Ignacio de Jesús Prado \| \| + 1 min 01 s \| \| \| 5.º \| Josué González \| \| + 1 min 50 s \| \| \| 6.º \| Mario Alberto Rojas \| Hermanos Correa Pegasos HTCS \| + 2 min 41 s \| \| \| 7.º \| Víctor García Estévez \| Depredadores Prado Credit \| + 2 min 51 s \| \| \| 8.º \| Byron Guamá \| Team Ecuador \| + 3 min 05 s \| \| \| 9.º \| Miguel Luis Álvarez \| San Marcos Viansi Orbea \| + 3 min 19 s \| \| \| 10.º \| Jorge Luis Montenegro \| Team Ecuador \| + 3 min 19 s \| \| |                        |                              |                  |
| |                        |                              |                  |
| |                        |                              |                  |
| Clasificación general |                        |                              |                  |
| Ciclista | Ciclista               | Equipo                       | Tiempo           |
| 1.º | Francisco Colorado     | Canel's-Specialized          | 23 h 22 min 27 s |
| 2.º | Óscar Sevilla          | EPM-UNE-Área Metropolitana   | + 34 s           |
| 3.º | Óscar Pachón           | Tennis Stars - Code GTO      | + 42 s           |
| 4.º | Ignacio de Jesús Prado |                              | + 1 min 01 s     |
| 5.º | Josué González         |                              | + 1 min 50 s     |
| 6.º | Mario Alberto Rojas    | Hermanos Correa Pegasos HTCS | + 2 min 41 s     |
| 7.º | Víctor García Estévez  | Depredadores Prado Credit    | + 2 min 51 s     |
| 8.º | Byron Guamá            | Team Ecuador                 | + 3 min 05 s     |
| 9.º | Miguel Luis Álvarez    | San Marcos Viansi Orbea      | + 3 min 19 s     |
| 10.º | Jorge Luis Montenegro  | Team Ecuador                 | + 3 min 19 s     |

### Clasificación de la montaña
| Clasificación de la montaña | Clasificación de la montaña | Clasificación de la montaña | Clasificación de la montaña | Clasificación de la montaña |
| Ciclista                    | Ciclista                    | Equipo                      | Puntos                      |                             |
| --------------------------- | --------------------------- | --------------------------- | --------------------------- | --------------------------- |
| 1.º                         | Josué González              |                             | 31 pts                      |                             |
| 2.º                         | Didier Sastoque             | Tennis Stars - Code GTO     | 31 pts                      |                             |
| 3.º                         | Byron Guamá                 | Team Ecuador                | 25 pts                      |                             |
| 4.º                         | Patricio Almonacid          | Chile                       | 23 pts                      |                             |
| 5.º                         | Efrén Santos                |                             | 17 pts                      |                             |

### Clasificación de las metas volantes
| Clasificación de las metas volantes | Clasificación de las metas volantes | Clasificación de las metas volantes | Clasificación de las metas volantes | Clasificación de las metas volantes |
| Ciclista                            | Ciclista                            | Equipo                              | Puntos                              |                                     |
| ----------------------------------- | ----------------------------------- | ----------------------------------- | ----------------------------------- | ----------------------------------- |
| 1.º                                 | Patricio Almonacid                  | Chile                               | 21 pts                              |                                     |
| 2.º                                 | Elías Tello                         | Chile                               | 13 pts                              |                                     |
| 3.º                                 | Ignacio Sarabia                     | Depredadores Prado Credit           | 10 pts                              |                                     |
| 4.º                                 | Daniel Domínguez                    | Team Ecuador                        | 9 pts                               |                                     |
| 5.º                                 | Uri Martins                         | Amore & Vita-Selle SMP              | 8 pts                               |                                     |

### Clasificación de los jóvenes
| Clasificación del mejor joven | Clasificación del mejor joven | Clasificación del mejor joven | Clasificación del mejor joven | Clasificación del mejor joven |
| Ciclista                      | Ciclista                      | Equipo                        | Tiempo                        |                               |
| ----------------------------- | ----------------------------- | ----------------------------- | ----------------------------- | ----------------------------- |
| 1.º                           | Ignacio de Jesús Prado        |                               | 23 h 23 min 28 s              |                               |
| 2.º                           | Nelson Soto Martínez          | Metropolitan Green Planet     | + 8 min 26 s                  |                               |
| 3.ª                           | Jairo López                   | Hermanos Correa Pegasos HTCS  | + 10 min 53 s                 |                               |
| 4.º                           | Jefferson Cepeda              | Team Ecuador                  | + 10 min 54 s                 |                               |

### Clasificación por equipos
| Clasificación por equipos | Clasificación por equipos  | Clasificación por equipos | Clasificación por equipos |
| Equipo                    | Equipo                     | Tiempo                    |                           |
| ------------------------- | -------------------------- | ------------------------- | ------------------------- |
| 1.º                       | Tennis Stars - Code GTO    | 70 h 12 min 43 s          |                           |
| 2.º                       | EPM-UNE-Área Metropolitana | + 1 min 47 s              |                           |
| 3.º                       | Canel's-Specialized        | + 1 min 56 s              |                           |
| 4.º                       | Depredadores Prado Credit  | + 2 min 03 s              |                           |
| 5.º                       | Costa Rica                 | + 10 min 18 s             |                           |